# Laphystia utahensis
Laphystia utahensis là một loài ruồi trong họ Asilidae. Laphystia utahensis được Wilcox miêu tả năm 1960. Loài này phân bố ở vùng Tân Bắc giới.